# 尹耕
尹耕（1515年—1574年），字子莘，號任齋，萬全都司蔚州衛軍籍山西省孝義縣人。明朝政治人物、詩人。

## 生平
六月二十日生，行一，治《易經》，由蔚州學增廣生中式辛卯科山西鄉試第十五名舉人，年十八歲中式嘉靖十一年（1532年）壬辰科會試第二百二十九名，第三甲第七十四名進士。觀刑部政，授藁城縣知縣，陞禮部儀制司主事，員外郎，降州同知，陞兖州府通判、徽州府同知，擢兵部主事，升員外郎、职方司郎中。嘉靖三十年出為直隸河間府知府，由于大學士嚴嵩指使，由四品方面改五品，破格改用，三十一年四月改任河南按察司兵備僉事，被給事中張萬紀弹劾，被逮入京讯问，後遣戍遼東。

## 著作
尹耕長於邊塞，通曉疆事，深憂武備廢弛，蒙古崛起，作《塞語》十一篇。工詩，風格沉雄有氣魄，有《朔野集》。

## 家族
曾祖尹普興；祖尹琮；父尹玉，貢士；母曹氏。具慶下，妻王氏。